# Jacques Maritain

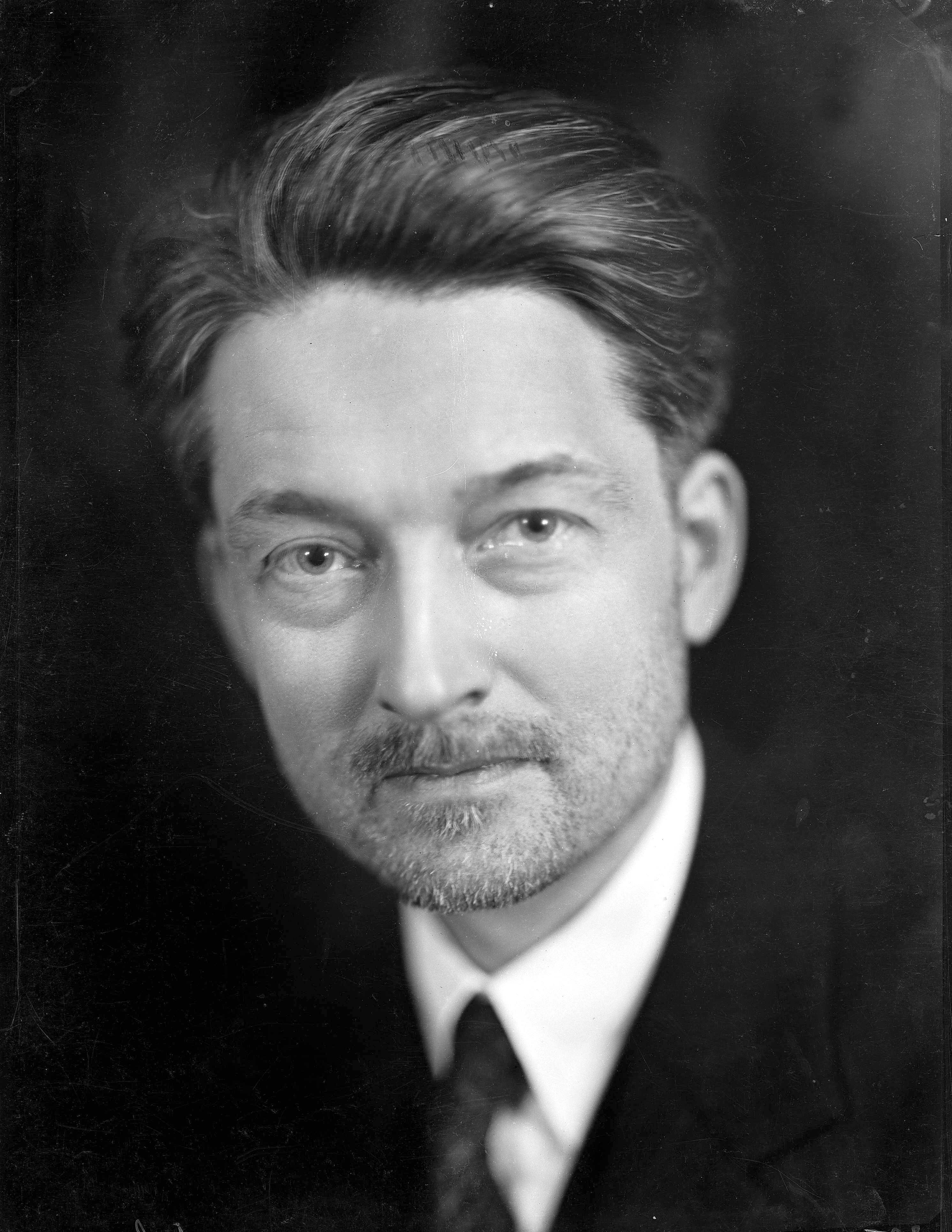

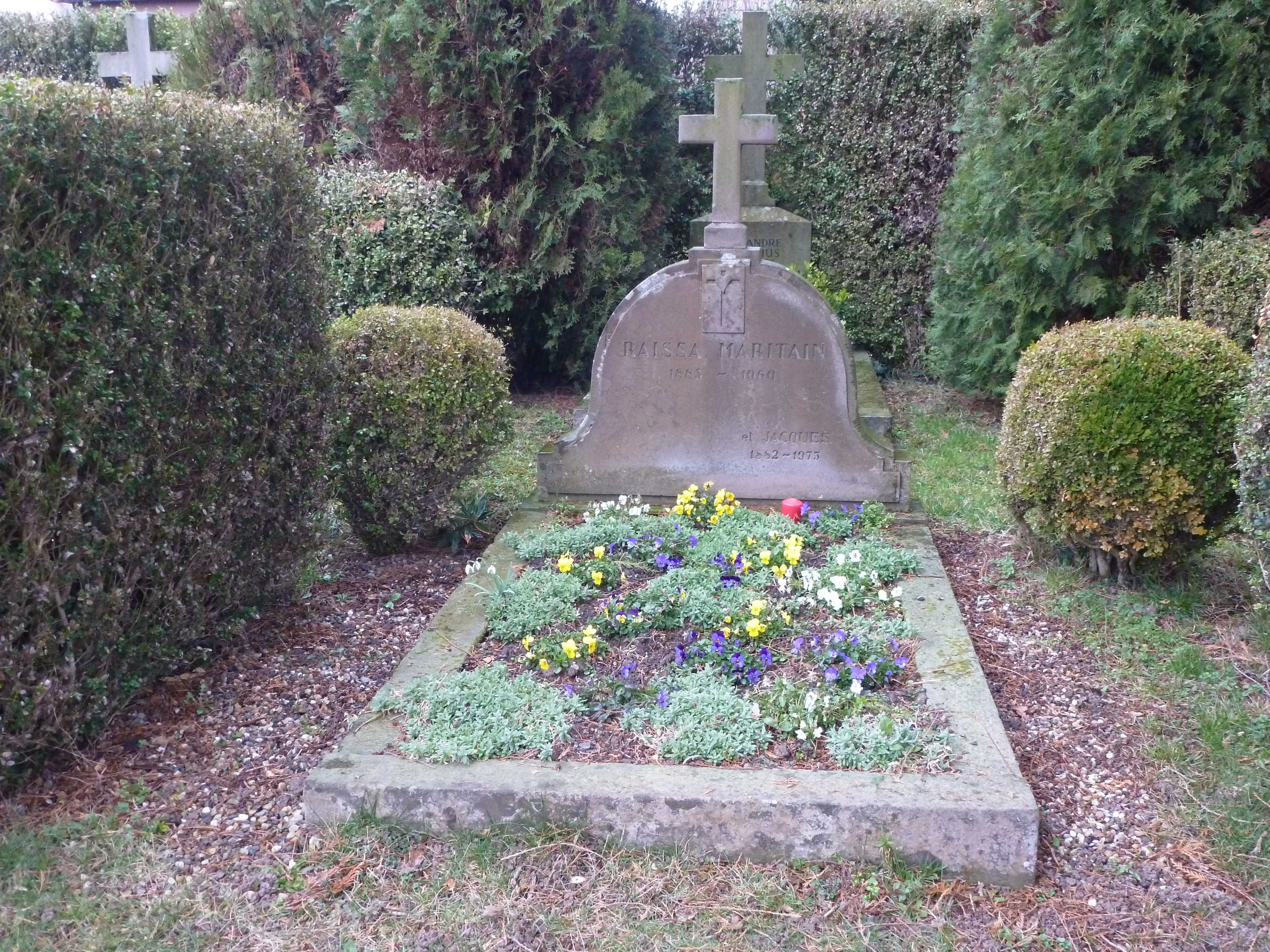
Het graf van Jacques en Raïssa Maritain in Kolbsheim

Jacques Maritain  (Parijs, 18 november 1882 – Toulouse, 28 april 1973) was een Franse filosoof die via Henri Bergson op het spoor kwam van de metafysica.

## Levensloop
Hij werd een van de belangrijkste vertegenwoordigers van het neothomisme, dat opnieuw aansluiting zocht bij het denken van Thomas van Aquino en van de scholastiek en uiteindelijk bij Aristoteles. Onder invloed van de Franse katholieke schrijver Léon Bloy gingen Jacques Maritain en zijn vrouw, de Russisch-joodse filosofe en dichteres Raïssa Oumançoff (1883-1960), over tot het katholicisme. Maritain was hoogleraar in Parijs en aan de Princeton-universiteit in de VS.  Hij was een tijdgenoot van en bevriend met Armand Thiéry.  Na het overlijden van zijn echtgenote trok hij zich terug in een klooster.
Maritain verdedigde een christelijk humanisme en een christelijke democratie, de pluriformiteit van de menselijke geest en een ethiek die uitgaande van ‘natuurlijke’ grondregels in concrete situaties dienden te worden toegepast. Maritains 'christelijke' staatsleer gaat ervan uit dat de mens een natuurlijke en een bovennatuurlijke bestemming heeft. De eerste wordt gerealiseerd in de politieke samenleving die als een organisch geheel gevormd wordt uit afzonderlijke organen. De tweede bestemming van de mens betreft de religieuze, morele volmaaktheid als beelddrager van God. De sociale filosofie van Maritain is van grote invloed geweest op de naoorlogse christendemocratie in Europa. Enkele van zijn boeken worden gerekend tot de belangrijkste werken van de eerste helft van de twintigste eeuw.  Hij zette zich met zijn vrouw ook in voor betere betrekkingen tussen joden en christenen. Maritain onderhield contacten met jonge katholieke intellectuelen tijdens het interbellum rond het spraakmakende literaire tijdschrift De Gemeenschap en had grote invloed op hen.
Paus Benedictus XVI geeft in zijn boek Waarden in tijden van ommekeer aan dat hij in zijn denken over religie en politiek, beïnvloed is door het werk van Maritain, die volgens de paus het denken over politieke waarden (de inhoud van de democratie) heeft weten los te koppelen van het z.i. eenzijdige concept van Jean Jacques Rousseau, dat alleen betrekking heeft op de volkswil en daarmee kiemen van totalitarisme in zich draagt.

## Werken
- La philosophie bergsonienne (1914)
- Antimoderne (1922)
- Dinstinguer pour unir ou les degrées du savoir (1932)
- Le songe de Descartes (1932)
- De la philosophie chrétienne (1933)
- Science et sagesse (1935)
- Humanisme intégral (1936)
- Les droits de l’homme et la loi naturelle (1942)
- L’homme et l’ état (1953)
- Approches de Dieu (1953)
- Creative intuition in Art and Poetry (1955)
- La Philosophie morale (1960)
- On the use of philosophy (1961)
- Le paysan de la Garonne. Un vieux laïc s’interoge à propos du temps présent (1967).